# Snowy Mountains Highway
La Snowy Mountains Highway  est un axe routier long de 415 km situé au sud-est de la Nouvelle-Galles du Sud, en Australie. Elle doit prendre le nom officiel de B72. Les Snowy Mountains sont la plus haute chaîne de montagnes du continent australien.
Elle démarre de la Hume Highway 30 km au sud-est de Gundagai, traverse le Parc national du Kosciuszko au sud du Territoire de la capitale australienne passe à Cooma où elle emprunte le trajet de la Monaro Highway sur quelques kilomètres avant de s'achever sur la Princes Highway, 6 km au nord de Bega. 
Elle traverse les villes de Tumut et Cooma. En route, Kiandra est une ville abandonnée de l'époque de la ruée vers l'or et le lieu de naissance du ski en Australie. Pendant un siècle (de 1859, jusqu'à la création de Cabramurra), Kiandra était la plus haute ville d'Australie et un centre de sports de neige. Les équipements de ski de Kiandra ont été transférés à Selwyn Snowfields en 1978. Adaminaby est un endroit apprécié par les pêcheurs. Le village a été transféré à son nouvel emplacement en 1957, lors de la construction des aménagements hydroélectriques des Snowy Mountains (Snowy Mountains Hydro-Electric Scheme). La localité d'origine a été inondée par le Lac Eucumbene. 
Elle est généralement en bon état et la vitesse est limitée à 100 km/h sur la plus grande partie de son trajet. 

## Galerie

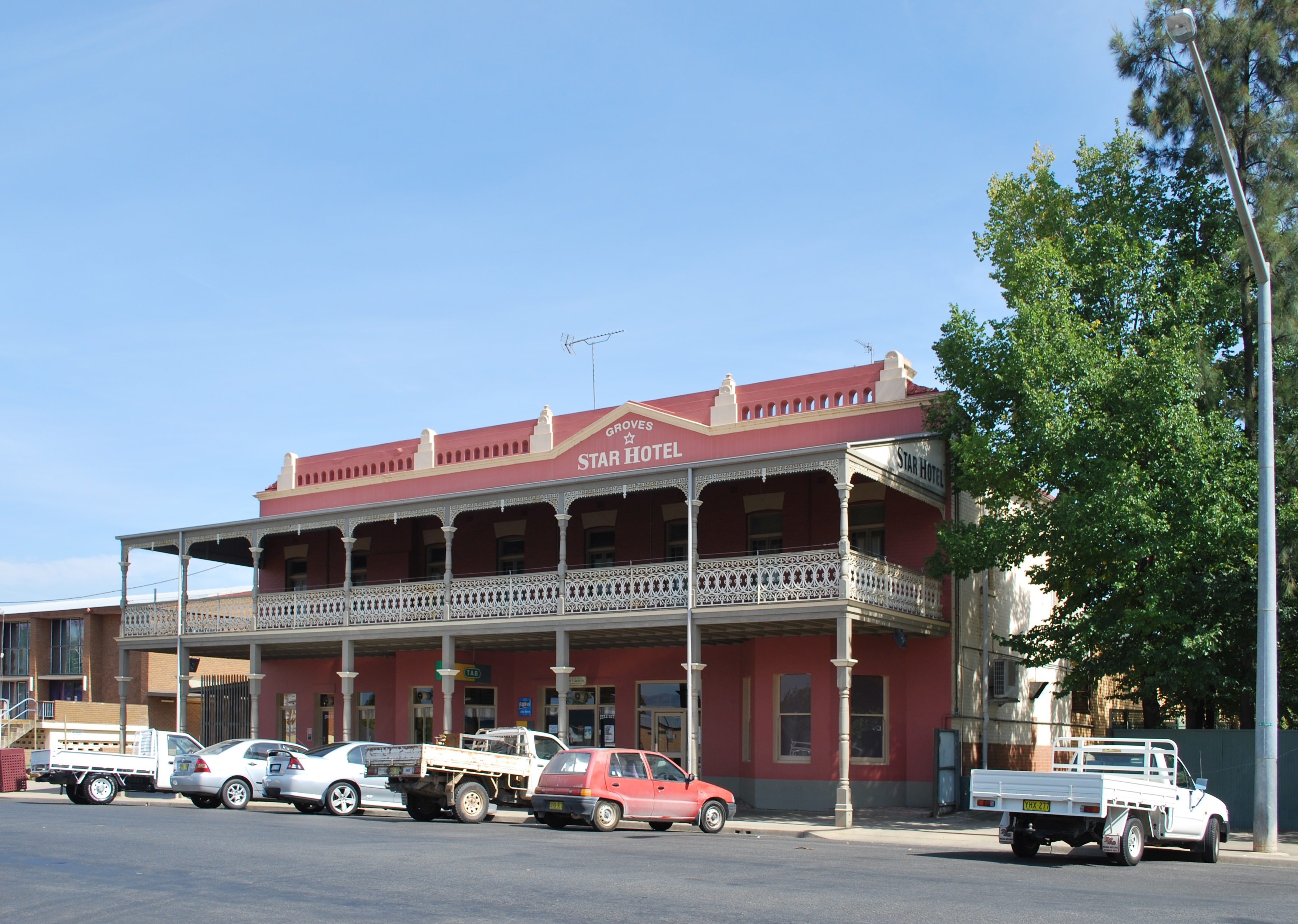
Le Star Hotel, dans la ville de Tumut.
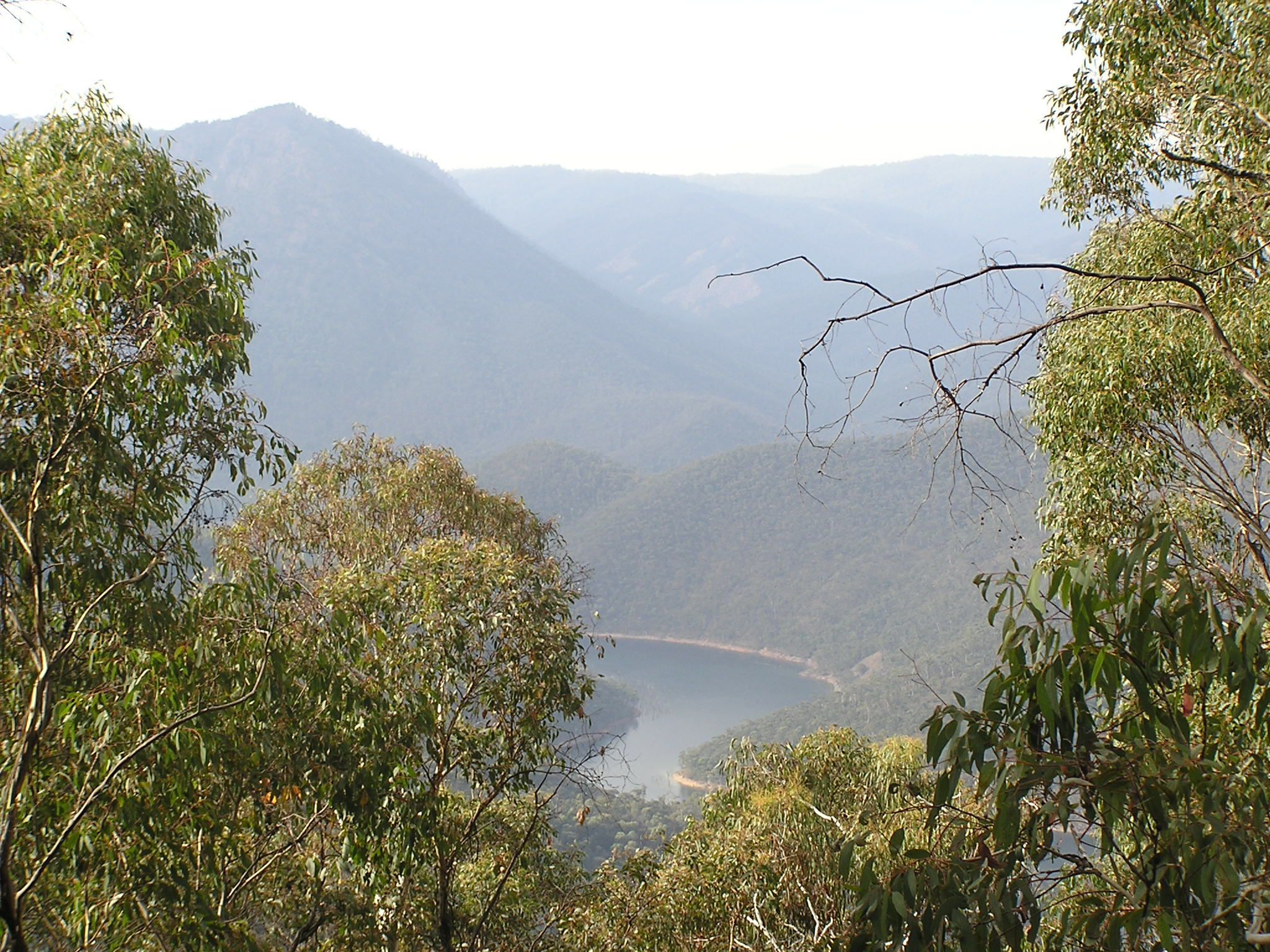
Le lac Talbingo du plan d'aménagement des Snowy Mountains.
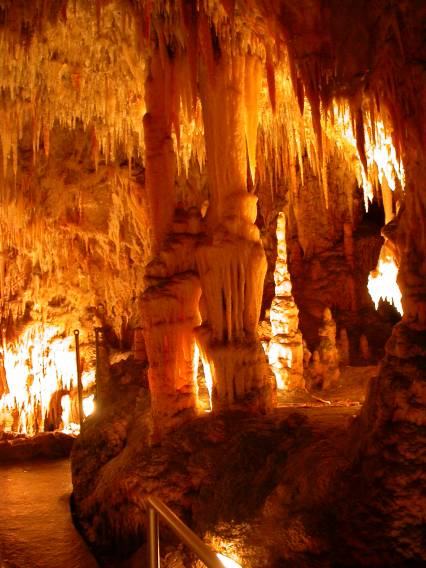
Les grottes de Yarrangobilly (en).
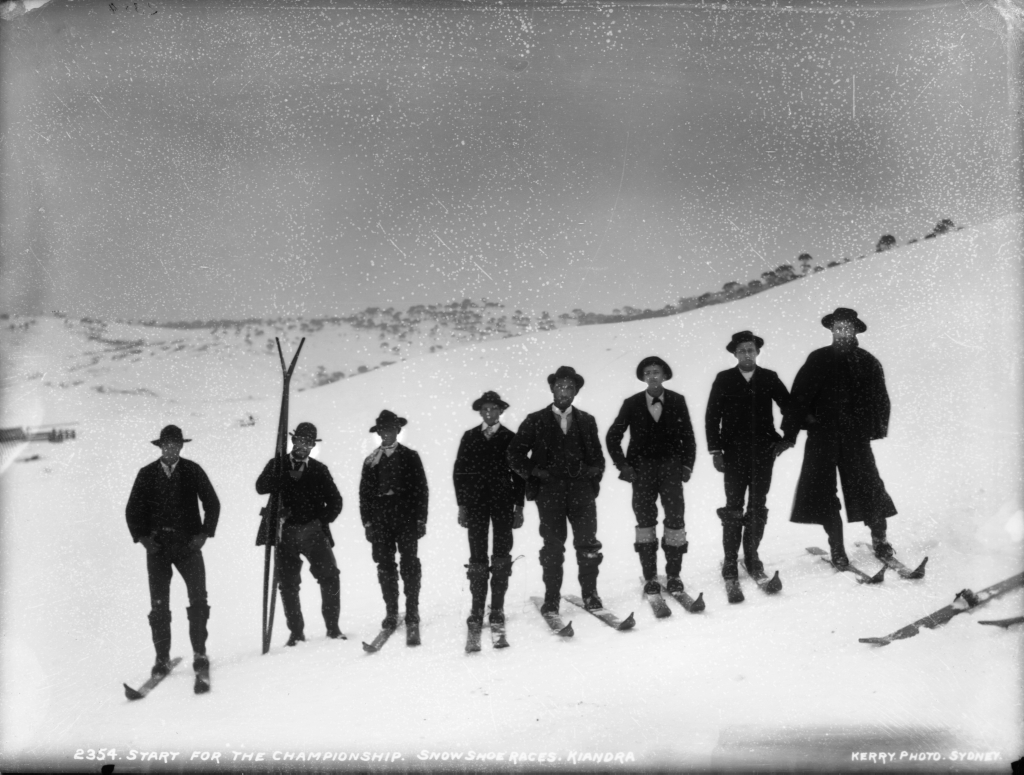
Skieurs à Kiandra, vers 1900.
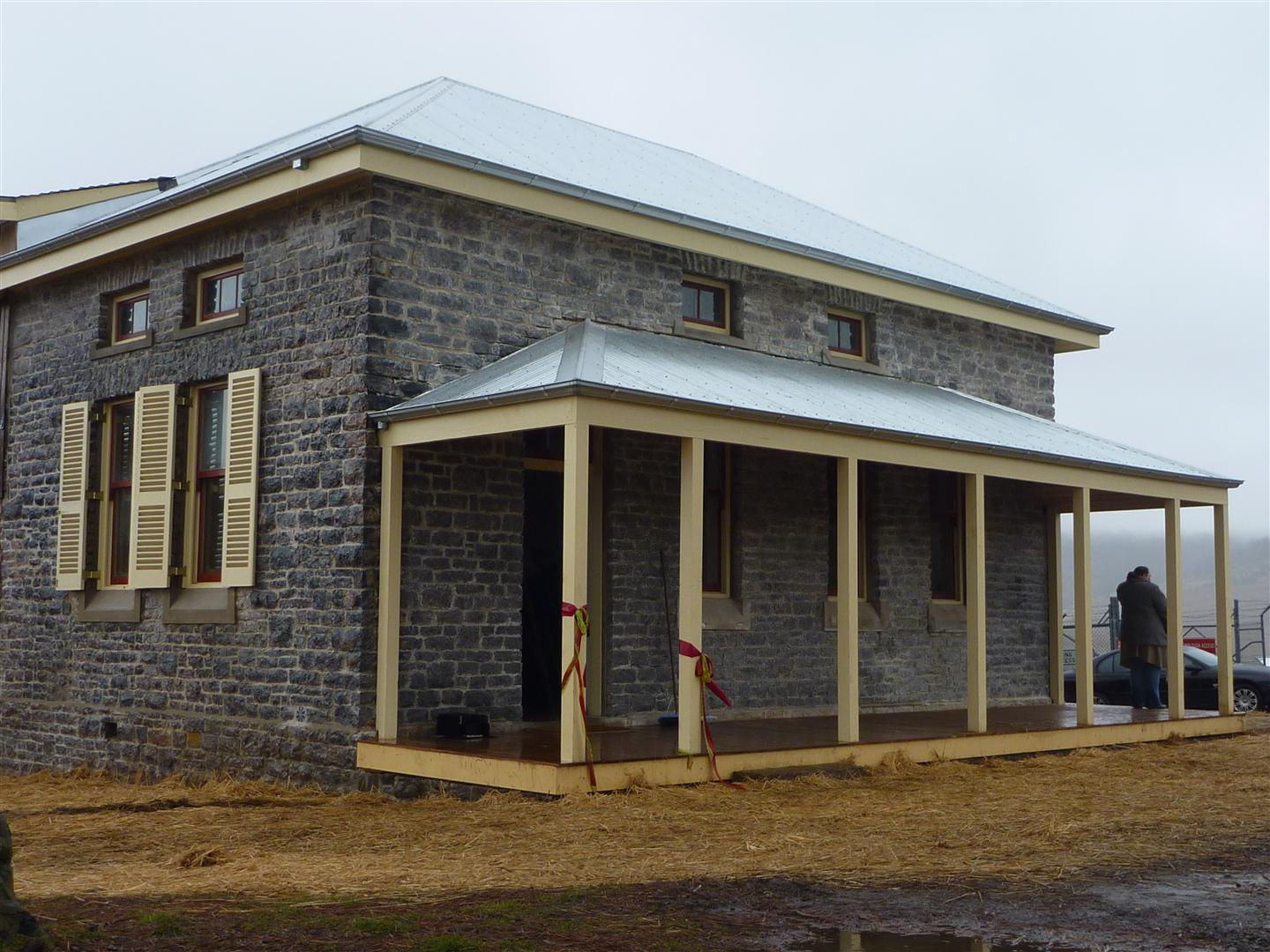
Le Kiandra Chalet, palais de justice de la ville fantôme de Kiandra, après sa restauration en 2010.
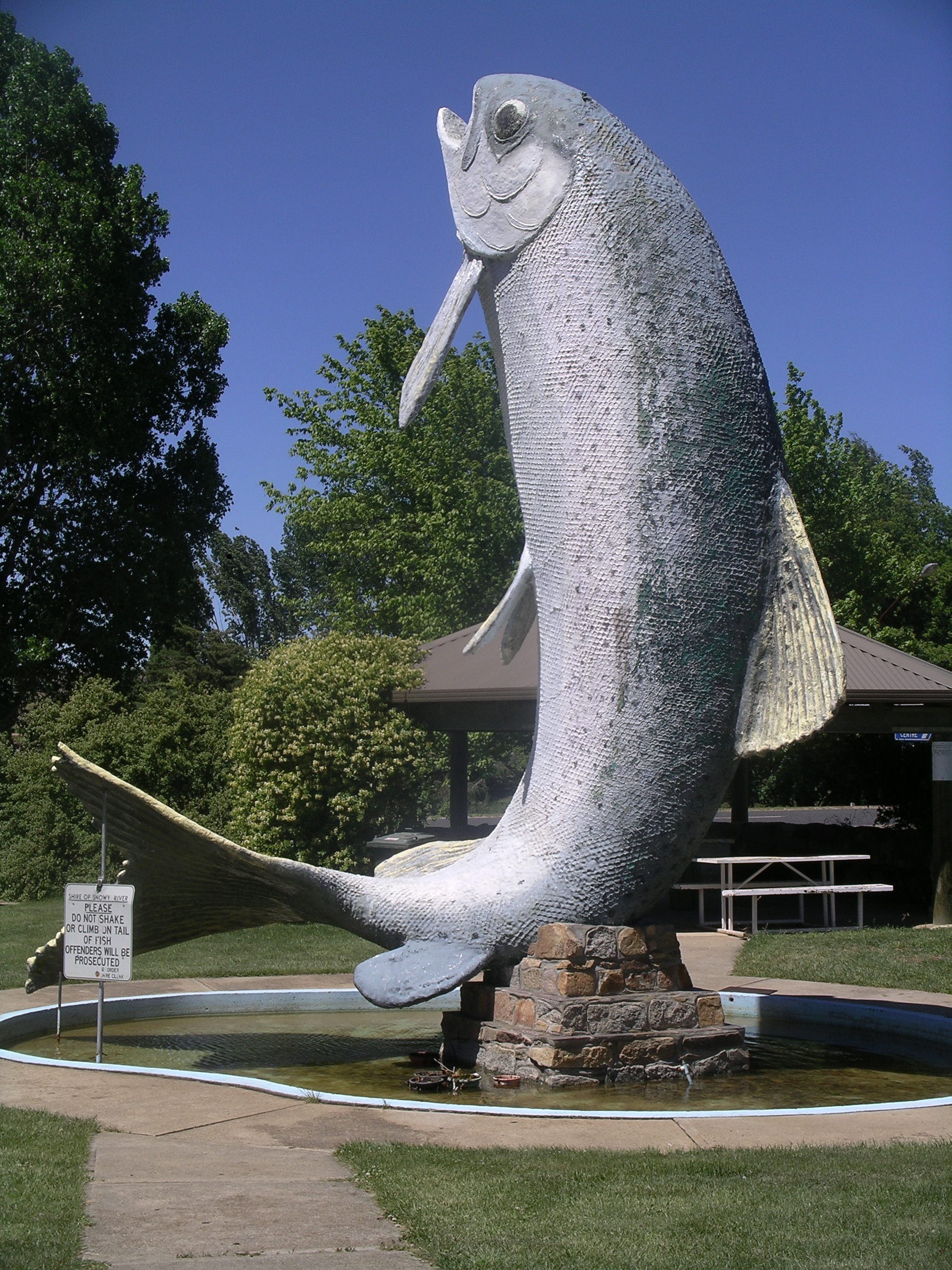
La Grosse Truite d'Adaminaby en 2005.
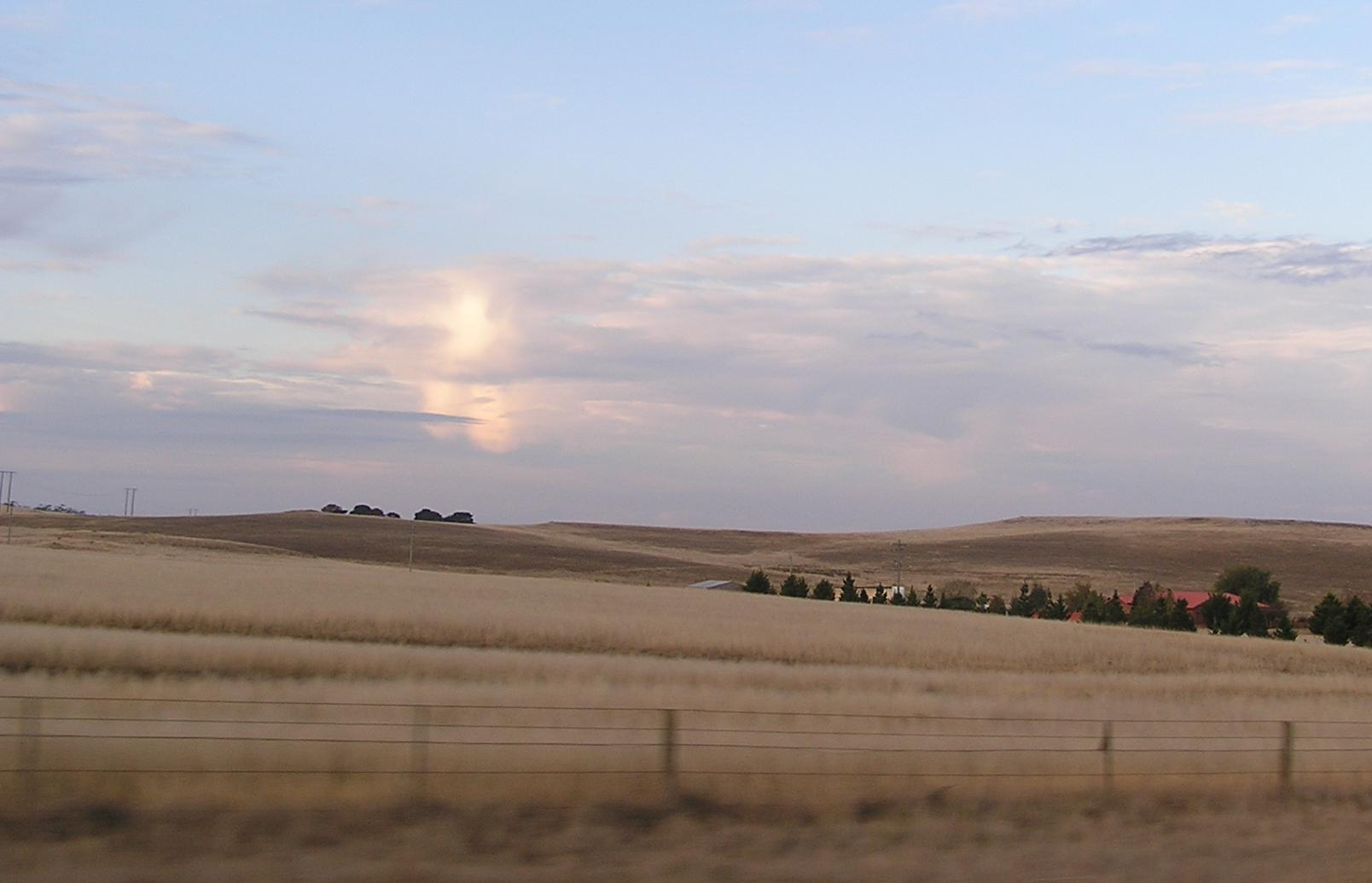
La région de Monaro entre Adaminaby et Cooma.
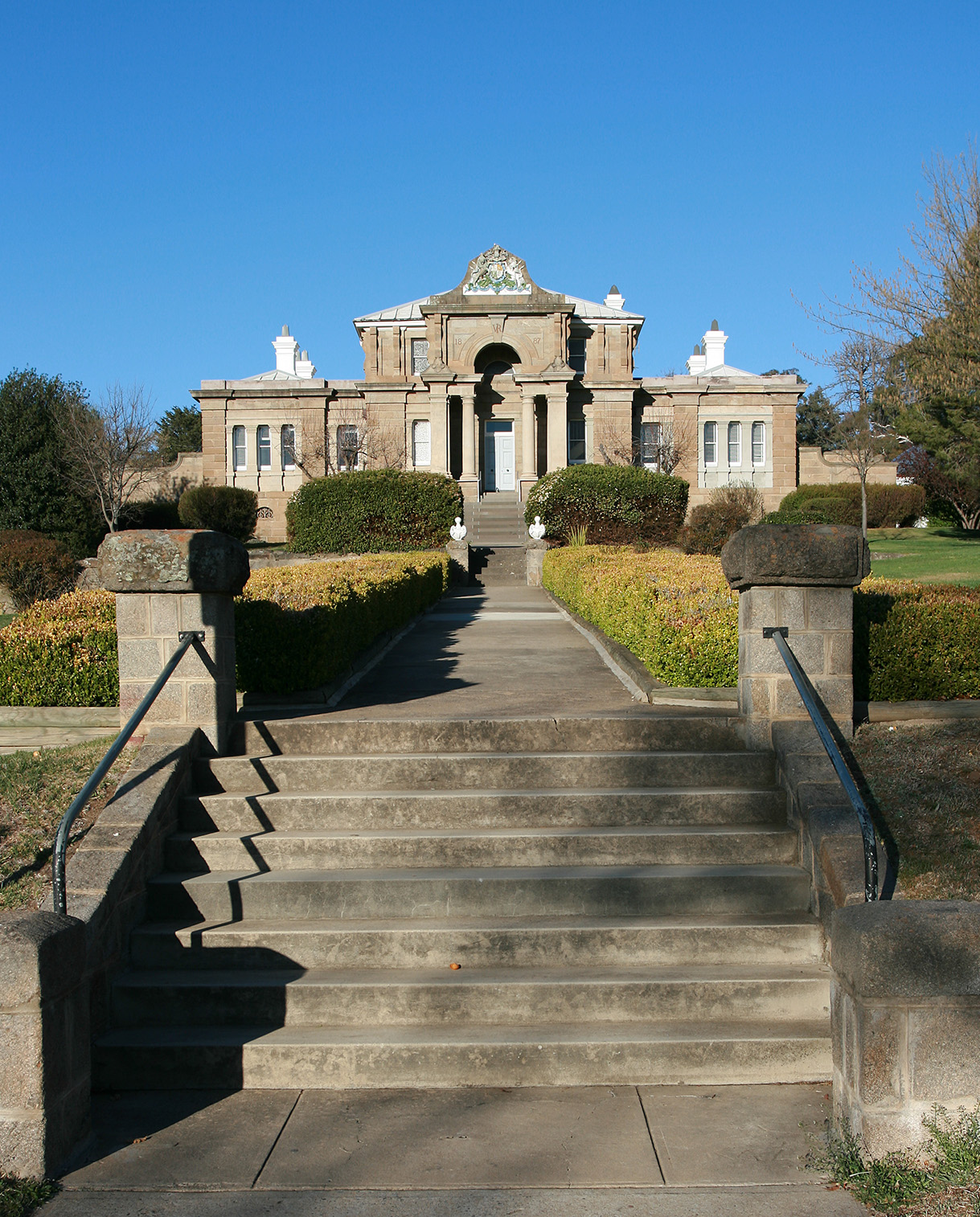
Le palais de justice de Cooma.